# 日曹炭鉱天塩砿業所専用鉄道
日曹炭鉱天塩鉱業所専用鉄道（にっそうたんこうてしおこうぎょうしょせんようてつどう）は、北海道宗谷支庁管内豊富町の日本国有鉄道（国鉄）宗谷本線豊富駅から、東方の日曹炭鉱天塩鉱業所までの16.7kmを結んでいた日曹炭鉱の専用鉄道で、同炭鉱の閉山に伴い1972年（昭和47年）7月29日に廃止された。日曹炭鉱は天北炭田最大の炭鉱として発展し、石炭輸送には国鉄払い下げの蒸気機関車8100形、9600形などが使用された。また豊富炭鉱鉄道とも称していた。

## 歴史
のちに日曹炭鉱天塩砿業所となる鉱区は、明治時代から試掘はされていたが、交通事情の悪さから放置されていた。日本曹達の子会社である日曹鉱業は、1936年（昭和11年）5月この鉱区の所有者であった東本願寺の大谷光暢から買収し、11月には第一坑の採炭に着手した。しかし交通機関未整備のため、冬季に馬橇で輸送するしかなく、それまでは山中で貯炭するしかなかった。さらに食料運搬も幌延より、馬車・馬橇で運搬したが、泥濘や積雪で妨げられることもあった。そこで、炭鉱より豊富駅まで鉄道を建設することになった。タコを使い、犠牲者をだしながら突貫工事で完成させた。
しかし竣工監査の結果、登龍隧道内は危険であるという報告により、内部に木枠で補強し隧道内は平均時速8キロ以下とし、かつ1940年7月31日までに改築することを条件として、運輸開始が認められた。もっとも改築のため数ヶ月の運休をすることができないため線路を登竜峠越えに変更した。この急勾配（25/1000）のため、9600形が入線することになった。
- 1939年（昭和14年）11月16日:日曹鉱業[9]に対し専用鉄道免許状下付[10]
- 1940年（昭和15年）2月13日 : 豊富 - 一坑間16.7km専用鉄道開通[10]
- 1945年（昭和20年） : 一坑 - 三坑間3.3km延長
- 1947年（昭和22年）
  - 1月 : 日本曹達と合併[11][12]
  - 2月 : 集中排除法による財閥解体会社に指定[11]
- 1949年（昭和24年）12月1日 : 日曹炭鉱株式会社設立[11][13]
- 1955年（昭和30年）1月 : 会社更生法申請。一時休山人員整理を経て9月再開[11]
- 1972年（昭和47年）7月29日 : 同炭鉱の閉山に伴い全線廃止

## 運輸および駅
豊富 - （社）豊富 - 温泉 - 駅逓 - 本町 - 一坑 - 三坑
- 国鉄連絡運輸は貨物だけで、旅客は便乗扱いで豊富駅から幌延側300mの地点に（社）豊富駅があった[5]。
- 1日で2mを超える積雪があり国道が閉鎖されることもあり住人のライフラインとなっていた。沿線には牧場も多く牛乳缶も運んでいた[14]
- 混合列車が1日2往復しており（社）豊富 - 一坑間を約一時間かけていた[15]。
- 1968年時点では三坑が廃鉱となったため一坑で貨車を切り離し客車は1.1km先の睦町まで向かった[3]。

## 車両
廃止時は9615・9643・49678、オハ31197、有蓋貨車4両、無蓋貨車13両、除雪車1両
蒸気機関車
- 11 - 旧小湊鉄道 11。1923年、川崎造船所製。1939年11月入線。1953年6月廃車。
- 12 - 旧駄知鉄道 11。1897年、米ピッツバーグ製。1938年11月入線。1955年頃廃車。
- 1102 - 旧鉄道省 1102。1897年、英ニールソン製。1939年入線。1950年、藤田炭礦宗谷鉱業所へ譲渡。
- 5560 - 旧鉄道省 5560。1897年、英ベイヤー・ピーコック製。1939年入線。1950年、藤田炭礦宗谷鉱業所に譲渡。
- 7228 - 旧国鉄 7225。1925年、米ボールドウィン製。1948年入線。1958年休車。
- 9615 - 旧国鉄 9615。1913年、川崎造船所製。1949年入線。
- 9643 - 旧国鉄 9643。1914年、川崎造船所製。1949年入線。
- 8113 - 旧国鉄 8113。1897年、米ボールドウィン製。1951年入線。
- 19669 - 旧国鉄 19669。1917年、川崎造船所製。1959年入線。 1968年時点で廃車済み。
- 49678 - 旧国鉄 49678。1921年、川崎造船所製。1961年入線。

客車
2軸客車
1942年に北海道鉄道で廃車になった客車を譲受。北海道鉄道時代は区分席形の多扉（4ないし5）をもつ木製車であったが、1959年に日曹炭鉱で写されたフハ1.2は2扉車になっている。
- フハ1（1889年神戸工場製） - 履歴は北海道フロハ1（1927年）←北海道フロハ926（1924年）←国鉄フロハ926←鉄道作業局ホ7。1968年廃車。
- フハ2（1889年神戸工場製） - 履歴は北海道フロハ2（1927年）←北海道フロハ927（1924年）←国鉄フロハ927←鉄道作業局ホ8。1968年廃車。
- フハ3（1882年神戸工場製） - 履歴は北海道ハ1（1927年）←北海道ハ2039（1924年）←国鉄ハ2039←鉄道作業局ハ71。1953年廃車。
- フハ4（1882年神戸工場製） - 履歴は北海道ハ2（1927年）←北海道ハ2044（1924年）←国鉄ハ2044←鉄道作業局ハ76。1953年廃車。

ボギー客車
- ナハフ101（1911年神戸工場製） - 木製ボギー車のナハフ14400（形式14100）を1954年国鉄より譲受。車体色は赤。履歴不詳。1965年廃車。
- オハ31 197（1927年田中車両製造製） - 国鉄時代の番号は31 196。両端の貫通路を鉄板で塞いでいた。

その他
- ラッセル車キ74（木製）- 1952年国鉄より譲受。国鉄時代の番号と同一。
- ラッセル車キ124（鋼製）- 1969年国鉄より譲受。国鉄時代の番号と同一。

## その他
- テレビドラマ『東京警備指令 ザ・ガードマン』にも登場した[5]。
- 札幌市東区のサッポロビール園に本鉄道で使用された9643号機が保存されていたが、井門グループ社長の井門嘉博が取得し2017年6月3日に虻田郡ニセコ町へ移設[18]。補修のため非公開[19]の期間を経てニセコエクスプレスのラストランに合わせて同年11月4日に一般公開され、同列車の発車に合わせて汽笛吹鳴を披露した[20]。
- かつては町内の豊富町立自然公園内にて、49678号機が静態保存されており、客車を1両連結して図書の貸し出しを行っていたこともあったが、車両の保存費用等の負担が重くなったため、解体された。現在は動輪が同自然公園内に置かれている。